# 佐々木しほ
佐々木 しほ（ささき しほ、1987年6月21日 - ）は、日本の女優。本名は佐々木 志保（ささき しほ）。三重県出身。現在はフリーランス。

## 来歴
14歳まで三重県で育ち、その後、カナダに移住。2024年現在は東京に拠点を置く。

## 出演

### 映画
- 横道世之介（2013年、監督：沖田修一） - ふくちゃん 役
- リターン（2013年、監督：原田眞人）
- 僕は友達が少ない（2014年、監督：及川拓郎） - 先生 役
- 救いたい（2014年、監督：神山征二郎） - 佐藤かおる 役
- たたら侍（2017年、監督：錦織良成）
- リンキング・ラブ（2017年、監督：金子修介） - 東山恵子 役
- 最果てリストランテ（2019年、監督：松田圭太）
- みとりし（2019年、監督：白羽弥仁） - カフェの店員 役

### テレビドラマ
- 浅見光彦シリーズ 蜃気楼（2013年、TBS） - 警官 役
- プラチナエイジ 第39、40話（2015年、TBS）

### 舞台
- 殺しのリハーサル（2013年、中目黒キンケロシアター） - サリー 役
- 最後の愛人（2015年、サンモールスタジオ）- 犬 役
- 命のバトン（2019年、労音大久保会館R'sアートコート、朗読劇）
- 女剣士小夏（2020年、シアターグリーン） - 主演・小夏 役
- 闇の轍（2021年、小劇場B1） - 愛子 役
- 祈り（2022年、シアター711） - ミホ 役

### CM
- ANA旅割ガール 春・夏バージョン 三重県代表（2010年）
- 宋家 おじゃんどん冷麺・トッポキ（2011年）
- ジェイムス スタッドレスタイヤ（2011年）
- 小規模企業共済 ekyosai（2018年、監督：崔洋一）
- サントリー伊右衛門 一択屋「サブスク」篇（2024年、監督：田中秀幸）

### YouTube
- タイ王国 TAOKAENOI 社 ドキュメンタリーフィルム（2017年）
- 映画かよ。-Like in Movies- （2020年～2024年） - 栗林鈴香 役
- アジア新時代ビジネスの展望 全シリーズ8話（2021年） - MC